# Tate Donovan
Tate Buckley Donovan (ur. 25 września 1963 w Tenafly w New Jersey) – amerykański aktor i reżyser filmowy, teatralny i telewizyjny, fotograf i muzyk.

## Życiorys

### Wczesne lata
Urodził się w irlandzkiej rodzinie katolickiej jako najmłodszy z siedmiorga dzieci chirurga J. Timothy’ego Donovana i Eileen (z domu McCallister). Uczęszczał do Dwight-Englewood School w Englewood w stanie New Jersey, a następnie kontynuował naukę na wydziale teatralnym na Uniwersytecie Południowej Kalifornii w Los Angeles, gdzie poznał Granta Heslov i George’a Clooneya.

### Kariera
Debiutował na dużym ekranie w komedii romantycznej Wielkie uczucie (No Small Affair, 1984) z Demi Moore, Timem Robbinsem i Jennifer Tilly. Niebawem trafił na szklany ekran w sitcomie NBC Więzi rodzinne (Family Ties, 1984) u boku Michaela J. Fox, Billa Campbella i Meredith Baxter i serialach: NBC Posterunek przy Hill Street (Hill Street Blues, 1985) i CBS Magnum (Magnum, P.I, 1986) z Tomem Selleckiem. Za występ w dramacie wojennym HBO Opowieści wojenne z Wietnamu (Vietnam War Story, 1988) u boku Wesleya Snipesa był nominowany do nagrody CableACE. W 1988 roku pracował jako fotograf na planie filmu dokumentalnego Wspólny duch przygody Omahy (Mutual of Omaha's Spirit of Adventure).
Rola Brenta Zetterlanda w komedii Kim jesteś, Monkey Zetterland? (Inside Monkey Zetterland, 1992) z udziałem Patricii Arquette, Sandry Bernhard, Sofii Coppoli, Ruperta Everetta i Debi Mazar przyniosła mu nominację do nagrody Independent Spirit. W komedii romantycznej Eliksir miłości (Love Potion No. 9, 1992) zagrał postać zakompleksionego naukowca, który zakochuje się w nieśmiałej przyjaciółce (Sandra Bullock). W 1994 roku zadebiutował na Broadwayu w sztuce Piknik (Picnic) z Ashley Judd. Użyczył swojego głosu Herkulesowi, bohaterowi filmu animowanego Herkules (Hercules, 1998-99) i spin-off serialu animowanego ABC Herkules: Cudowne lata chłopięce (Hercules: The Wonder Boy Years, 1998-99). Pojawił się jako Joshua Burgin, przyjaciel Rachel Green (Jennifer Aniston) w sitcomie NBC Przyjaciele (Friends, 1998). W 1999 roku wystąpił w broadwayowskim przedstawieniu Widok Amy (Amy's View) z Judi Dench, a w 2001 roku zagrał na scenie Off-Broadwayu w spektaklu Bohater musi odejść (Lobby Hero) oraz sztuce wystawianej w Los Angeles Królicza nora (Rabbit Hole) z Amy Ryan. Popularność wśród telewidzów zdobył rolą Jimmy’ego Coopera w serialu Fox Życie na fali (The O.C., 2003-2006).
Jest założycielem grupy The Decadents, z którą wydał płytę Wake Amusements.

### Życie prywatne
Spotykał się z Sandrą Bullock (1994), Jennifer Aniston (1995-98), Brytyjką Plum Sykes (2000), aktorką Whitney Allen (2001) i Lauren Graham (2002) z serialu Kochane kłopoty. W dniu 26 listopada 2005 roku w Malibu, w stanie Kalifornia poślubił Corinne Kingsbury. Jednak w 2008 doszło do rozwodu

## Wybrana filmografia

### Filmy fabularne
- 1984: Wielkie uczucie (No Small Affair) jako Bob
- 1986: Kosmiczny obóz (SpaceCamp) jako Kevin Donaldson
- 1988: Czysty i trzeźwy (Clean and Sober) jako Donald Towle
- 1988: Niebezpieczne zakręty (Dangerous Curves) jako Chuck Upton
- 1989: Kula w łeb (Dead Bang) jako John Burns
- 1990: Ślicznotka z Memphis (Memphis Belle) jako Porucznik Luke Sinclair, drugi pilot
- 1992: Eliksir miłości (Love Potion No. 9) jako Paul Matthews
- 1992: Kim jesteś, Monkey Zetterland? (Inside Monkey Zetterland)
- 1992: Equinox jako Richie Nunn
- 1992: Odgłosy Nowego Jorku (Little Noises) jako Elliott
- 1997: Morderstwo w Białym Domu (Murder at 1600) jako Kyle Neil, pierwszy syn
- 1998: Cienka różowa linia (The Thin Pink Line) jako Simon
- 2000: Drop Back Ten jako Wally Bixer
- 2005: Pacyfikator (The Pacifier) jako Howard Plummer
- 2005: Good Night and Good Luck (Good Night, and Good Luck) jako Jesse Zousmer
- 2007: Nancy Drew i tajemnice Hollywood (Nancy Drew) jako Carson
- 2007: Neal Cassady jako Neal Cassady
- 2007: Strzelec (Shooter) jako Russ Turner

### Filmy TV
- 1996: Amerykański sen (America's Dream) jako David
- 1998: Kusząca alternatywa (Tempting Fate) jako dr Ben Creed

### Seriale TV
- 1984: Więzi rodzinne (Family Ties) jako Clancy
- 1985: Posterunek przy Hill Street (Hill Street Blues) jako Dean Johnson
- 1986: Magnum (Magnum, P.I) jako R.J. Masters, siostrzeniec Robina Mastera
- 1994: Opowieści z krypty (Tales from the Crypt) jako Nelson
- 1997: Ally McBeal jako Ronald Cheanie
- 1998: Przyjaciele (Friends) jako Joshua Bergen
- 2001-2002: Café Myszka (House of Mouse) jako Herkules
- 2002: Obrońca (The Guardian) jako Lou Caffey
- 2003: Mister Sterling jako Barry Reed
- 2003-2006: Życie na fali (The O.C.) jako Jimmy Cooper
- 2007: Prawo i porządek: Zbrodniczy zamiar (Law & Order: Criminal Intent) jako komandor Luke Nelson
- 2007-2009: Układy (Damages) jako Tom Shayes, prawnik